# Sternacosta
Sternacosta – element endoszkieletu tułowia owadów.
Sternacosta to wystająca po wewnętrznej stronie sterna tułowiowych owadów krawędź. Biegnie ona poprzecznie przez dane eusternum, łącząc ze sobą nasady apofiz sternalnych. Stanowi granicę między basisternum a sternellum lub furcasternum.
Od zewnątrz przebieg sternakosty zaznaczony jest szwem sternakostalnym (ang. sternacostal suture), będącym szwem rzekomym.